# 朝鮮人民軍保衛司令部
朝鮮人民軍保衛司令部（보위사령부）は、朝鮮人民軍の防諜機関。略称として、保衛司（보위사）ともいう。
共産圏では、政治将校が軍内部の監視任務を担当しているが、北朝鮮では、これと別途に保衛司令部を設置している。総政治局を始めとする軍内政治部署と保衛司令部の任務を比較すれば、政治部署が主として宣伝、扇動に重点を置き、日常的な党性、忠誠心評価に力を注ぐのに対して、保衛司令部は、盗聴等、より秘密監視に重点を置いている。また、政治部署が実際の捜査・逮捕に関連した任務は処理しないのに対して、保衛司令部は、捜査・逮捕等の役割も遂行している。 
一般社会は国家保衛省、軍内部は保衛司令部が各々担当する体制であり、国家保衛省とは分離した別途の指揮体制を維持している。保衛司は、金正日が軍部隊を訪問するとき、警護も担当する。軍官（将校）と将領（将軍）が使用する電話を盗聴し、彼らに関する住民登録業務も担当する（軍官と将領の子女が大学や職場に入るとき、必要な住民登録文件を発給すること）。軍人と軍人家族の住民登録は、人民保安省ではなく、保衛司で管轄している。中・露国境地域と休戦線が隣接した前方地域では、軍人と民間人の移動状況を点検し、軍服務忌避者を索出することもする。 
保衛司令部は、人民武力省直属局の形態で設置されており、軍保衛司令官は、総政治局長、総参謀長、偵察総局長、後方総局長等と類似した地位を持っている。過去、政治安全局、隊列政治安全保衛局、政治安全隊列保衛局等の名前で呼ばれたようで、1996年に正式に保衛司令部に拡大された。平壌市大城区域龍北洞にある保衛司令部指揮部は、平壌外国語学院と塀を隔てて接している。その外、平壌市内に独立庁舎が分室格として数ヶ所開設されている。

## 歴史
保衛司の起源は、1948年に朝鮮人民軍が創設されるときに防諜組織として創設された安全機関である。安全機関は、朝鮮戦争時、人民軍内の間諜と反党・反革命分子の索出を行った。1960年代末、金昌鳳粛清時の活躍により、安全機関は、政治安全局として独立した。1970年、政治安全局は、保衛局に名称を変え、1996年、保衛司令部に昇格した。

## 機構
- 1部（組織計画部）：全体業務を統制、軍団と師団以下の各保衛部隊に送る指揮文件発送
- 2部（捜査部）：間諜と反党・反革命分子を索出
- 3部（予審部）：2部が索出した犯罪者を専門的に尋問
- 4部（監察部）：脱営と軍事物資窃取・横領等、軍関連犯罪担当
- 5部（事件総合部）：2・3・4・6部が扱う事件を分析・評価
- 6部（尾行部）：長期間行方が分からない犯罪者を追跡
- 7部（技術部）：将領の家と自宅、そして主要ホテルの電話を盗聴
- 8部：軍需工場と人民武力部内の特殊機関を担当。軍官に対する住民登録業務も管掌
- 9部：8部に同じ。
- 10部：8部に同じ。
- 11部：国境検閲所、外国に派遣される北朝鮮武官と人民武力部傘下の外貨稼ぎ一群を監視

この外、幹部部は保衛軍官を選抜して任命することを担当する。政治部は、保衛司令部員の思想を統制するところで、保衛司の中の保衛司だと言える。保衛司直轄機関としては、過去、国家安全保衛部隷下にあった3個国境警備旅団と金正日が軍部隊を訪問するとき警護を担当する警護隊（軍官3百名で構成）が代表的である。新義州を始めとする国境地域にある検閲哨所60余個と軍人の手紙を検閲する検閲隊（1個大隊の女軍で構成）も直属機関である。その外、保衛部隊員を養成する保衛大学等がある。全ての北朝鮮軍部隊には、保衛軍官と秘密情報員が入っている。軍団と師団には、軍団保衛部と師団保衛部があり、軍団長と師団長の一挙手一投足を点検する。軍団長と師団長は実兵力の指揮官であるため、私組織を構成して反金正日結社を構成するか、又は金正日に対する忠誠心に変化があるかを主として監視する。連隊と大隊には、保衛軍官が1～3名ずつ派遣される。軍事分界線内に入る民警中隊には、部隊員の越南を防ぐため、小隊と中隊内にも保衛軍官を配置している。

## 教育
保衛軍官の選抜は、秘密情報員を職とした士兵を対象に、厳格な身元照会を経て行われる。保衛軍官候補に選ばれた兵士は、絶対に変心しないという誓約書を作成し、保衛大学に入学するが、誓約書には、本名と仮名を書いて、拇印を押すことが特徴である。南浦特別市にある保衛大学では、彼らを4年間教育した後、中尉又は上尉階級を与え、保衛軍官に任命する。保衛軍官と秘密情報員は、自分の考えや解釈を付けずに6原則に従い情報報告書を作成するように訓練される。そのために、保衛軍官と秘密情報員は、1年以上の時間を持って要注意人物の一挙手一投足と会った人物等を点検して事件化する。このような追跡を通して作成した報告書を上げるときは、あたかも間諜が接線するように、隠密の方法で受け渡しする。保衛大学は、保衛部員に対する補習教育も担当する。大隊を担当する保衛軍官は、保衛大学在職班で2年間教育を受けて、連隊以上の保衛軍官となることができる。保衛司と各軍団保衛部の責任者（中将・少将）となるためには、必ず保衛大学の2年制研究班課程を経なければならない。